# Schlieven
Schlieven ist ein Ortsteil der Gemeinde Domsühl im Landkreis Ludwigslust-Parchim in Mecklenburg-Vorpommern. Der Ort hat 110 Einwohner. Zu ihm gehört der südwestlich liegende Ausbau Neu Schlieven.

## Geschichte
Severin wird urkundlich erstmals am 13. Februar 1264 mit der Kapelle und der Kirche in Frauenmark erwähnt. Über die Geschichte Schlievens ist zu der Zeit wenig bekannt. Fest steht aber, dass es vor 1300 unter dem Namen To der Sliven entstanden ist. Dieser Name bedeutet so viel wie Pflaumenort.
Im 17. Jahrhundert hatte die Woostensche Linie der Herren von Grabow Severin und Schlieven in Besitz. Sie blieben bis ins dritte Jahrzehnt des 18. Jahrhunderts.
Die Kapelle zu Schlieven, welche im Visitationsprotokoll von 1593 zum ersten Mal genannt wurde, ist 1872 abgebrochen worden.
Am 1. Januar 1951 wurde Schlieven nach Domsühl eingemeindet.

## Persönlichkeiten
- Hartwig von Hundt-Radowsky (1780–1835), deutscher Vordenker des Antisemitismus